# أنتوني باتاغليا
أنتوني باتاغليا (بالإنجليزية: Anthony Battaglia)‏ هو لاعب هوكي جليد أمريكي، ولد في 15 أغسطس 1979 في شيكاغو في الولايات المتحدة.

## وصلات خارجية
- أنتوني باتاغليا على موقع دوري الهوكي الوطني (الإنجليزية)
- أنتوني باتاغليا على موقع EliteProspects.com (الإنجليزية)
- أنتوني باتاغليا على موقع HockeyDB.com (الإنجليزية)